# SAS (stripreeks)
SAS is een Franse stripreeks op basis van de gelijknamige boekenreeks.

## Albums
1. Het duivelspact (Pacte avec le diable), 2006
2. Het zwaard van Bin Laden (Le sabre de Bin-Laden), 2006
3. Missie: Cuba (Mission Cuba), 2007
4. Bin-Laden: de klopjacht (Bin Laden: la traque), 2007
5. Polonium 210 (Polonium 210), 2008
6. De spion van het Vaticaan (L'espion du Vatican), 2008